# Francesco Balilla Pratella
Francesco Balilla Pratella (Lugo, Emilia-Romaña, 1 de febrero de 1880 – Rávena, 17 de marzo de 1955) fue un músico italiano.

## Vida y obras

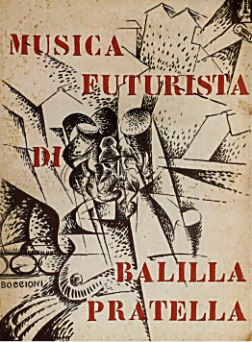
Cubierta de la edición de 1912 de Musica futurista, de Francesco Balilla Pratella (diseño de Umberto Boccioni.

Francesco Balilla Pratella nace en un ambiente familiar favorable para la práctica de la música. Su padre tocaba la guitarra y le daba clases a su hijo cuando era pequeño. En 1899 fue admitido en el conservatorio de Pésaro y sigue los cursos de Pietro Mascagni y Cicognani y en 1903 se gradúa en composición.
Después de haber estudiado con Mascagni va a París donde conoce a Luigi Russolo y se convierte en parte integrante del grupo de artistas futuristas. El Manifiesto técnico de la música futurista de 1911 proclama «el atonalismo, la enarmonía, la polifonía en sentido absoluto y el ritmo libre». Antes de reunirse y unirse al futurista Marinetti, había un gran interés en las canciones populares de su región que influirán a la escritura de cinco poemas sinfónicos titulados Romagna, que luego acabaron en la ópera dialectal La Sina’d Vargöun (Rosellina de los Vergoni), escena de Romagna baja para la música en tres actos. La Sina’d Vargöun ganará el concurso Baruzzi y se pondrá en escena en 1909 en el Teatro comunal de Bolonia. El 20 de agosto de 1910 Pratella lleva a cabo el intermedio de La Sina’d Vargöun en el Teatro comunal de Imola y ahí conoce a Marinetti con quien ya había mantenido correspondencia. El mismo año Pratella elabora el Manifiesto de los músicos futuristas (11 de octubre de 1910) que será seguido por el Manifiesto técnico de la música futurista (11 de marzo de 1911) y por la Destrucción de la cuadratura (18 de julio de 1912). En 1912 la editorial boloñesa Bongiovanni publica un volumen llamado Música futurista, en el cual Pratella es presentado como el punto de referencia en materia de la música futurista. El Himno a la vida es su primera composición que se adhiere a los principios musicales futuristas, será presentada en el Teatro de la Ópera de Roma el 21 de febrero de 1913 con ocasión de una «noche futurista». En 1913 comienza a componer El aviador Dro, su segunda gran obra futurista, en la cual introduce una orquesta mixta de instrumentos tradicionales y de la familia intonarumori, termina de componerla en 1920 y andará en escena el 4 de septiembre de 1920 en el Teatro Rossini de Lugo (Italia). La obra estuvo reprimida en 1996 en la propia ciudad de Lugo, en el mismo teatro, en una puesta en escena importante, con Gianandrea Gavazzeni director musical y con Sylvano Bussotti también director, encargado de vestuario y escenógrafo.

## Innovaciones y trabajos de campo
Un ejemplo de ritmo libre es la conocida ópera de cámara La strada bianca [La calle blanca]. La total libertad expresiva ya proclamada por Marinetti en poesía se traduce en música con el uso consciente del ruido, producto de los Intonarumori de Luigi Russolo. Intervencionista y nacionalista, se distanció progresivamente de la música de Debussy, Schoenberg, Mahler y Ravel. En la segunda parte de su producción, vuelve a establecerse en Italia, después del estreno de la ópera futurista L'aviatore Dro [El aviador Dro], y pasa su vida en Romaña donde hace contacto con el músico forlivesi Martuzzi y sienta las bases para los estudios sistemáticos sobre el folclore de Romaña, fundamentales y pioneros en Italia, paralelos a aquellos de Bartok y Kodaly. Los resultados de sus investigaciones son el punto de partida para la armonización a cappella para coro a voces mixtas de los cantos de su tierra. Los cantos fueron ejecutados por coros llamados da la Pratella Camerate de Canterini, tomando como ejemplo a los Canterini Romagnoli ya nacidos en Forlì en 1922 con la iniciativa de su amigo músico Cesare Martuzzi (1885, Alfonsinas; 1960, Forlì).

## Competencia y fascismo
Con el tiempo las relaciones entre los dos músicos se deterioraron. De hecho, Pratella publicaba sus propias piezas a través de la editorial Galletti, mientras que Martuzzi siempre se negó a publicar las suyas; y mientras Pratella gozaba de los legítimos derechos de autor de la ejecución pública de su propia música, pero para Martuzzi era importante el ingreso de conciertos. Las Plazas de Lugo, de Massa Lombarda, de Longiano, fundadas por Pratella después de aquella de Forlì, le hacían competencia al grupo de Martuzzi, que protestó vigorosamente con Pratella. En seguida la amistad entre los dos músicos se rompió del todo por motivos políticos: Pratella se adhirió al fascismo; y sus plazas se vieron favorecidas en los lugares más prestigiosos y obtuvo los mayores ingresos económicos. Los Canterini Romagnoli de Forlì, en cambio, de fe republicana, fueron acusados de subversión y sufrieron una desastrosa irrupción de escuadrones en 1926, durante la cual fueron quemadas partituras y muebles; además de que haber roto el pianoforte. El alcalde de Forlì le impuso al grupo que cambiara por razones sociales y que tomara el nombre de Camerata, como los otros grupos de Pratella.

## Colaboraciones
Además de su actividad como compositor, Pratella promueve la música futurista escribiendo muchos artículos en las revistas de la época, entre otras: “Lacerba” como por ejemplo el artículo Contro il grazioso in musica (Contra lo bello en la música, 15 de mayo de 1913) en el cual responde a Bastianelli acerca de su valoración negativa sobre la música futurista; colabora para la revista milanesa “Gli avvenimenti” (Los eventos) ocupándose de la sección musical, es invitado por Mussolini a escribir para “El Pueblo de Italia” y asume también la dirección del “Pensamiento musical” en Bolonia.
Igualmente a su labor periodística y como teórico de la música futurista, Pratella escribió un volumen de educación musical en 1930 titulado: Apuntes para el estudio de la armonía y escribió también una autobiografía que fue publicada póstumamente en 1971.

## Contactos con las vanguardias
Pratella también se interesaba mucho en el teatro futurista y participaba en el Teatro experimental de Bragaglia para el cual compone el Minuetto diabólico y Danzas de guerra. Compone los interludios musicales del drama de Marinetti El tambor de fuego. Compone también para los espectáculos de pantomima futurista como El creador de Dios y Popolaresca (popular).
Pratella se relaciona con las otras vanguardias musicales europeas y encuentra a Stravinski, Diáguilev, Massine y Prokófiev en Milán en 1915. Se sabe que no conoció jamás a Arnold Schönberg pero conocía su teoría, el dodecafonismo, porque declara en Apuntes para el estudio de la armonía en la parte dedicada a la armonía nueva que:

Los primeros síntomas y signos [de la superación del sistema armónico-tonal] se tienen [...] en las teorías armónicas tonales de un sistema dodecafónico, que abarca a todas las combinaciones de acordes posibles, que se derivan por los doce grados de la escala cromática y absolutamente fuera del sistema y de los principios del tono y del modo: vendedor, legislador y el principal inventor de tal sistema es el alemán Arnold Schönberg con su Harmonielehre
En Francesco Balilla Pratella, Apuntes para el estudio de la armonía de Francesco Balilla Pratella: ediciones, escritos, manuscritos musicales y futuristas al cuidado de Domenico Tampieri.

Arnold Schönberg era un compositor austriaco que se interesaba mucho en la música atonal y que había elaborado entre 1921 y 1924 una técnica que se basa en la ausencia de jerarquía entre los doce tonos de la escala. En Otros términos con esta teoría todos los sonidos son iguales entre sí. Además, con esta teoría es el compositor que determina el orden de las notas: la escala es, por lo tanto, móvil. Pratella consideraba a esta teoría como un gran paso hacia una mayor libertad musical.
Hacia el final de su vida Pratella se dedicó a la redescubrimiento del patrimonio musical nacional y al estudio de la música folclórica, sobre todo la de Romaña. En aquellos años, de hecho, muchos compositores, según el modelo de Bartok, se interesaban en la música folclórica de su propio país.
Muere en 1955 a Rávena. Pratella fue, junto con Luigi Russolo, un padre de la música futurista contribuyendo en el aspecto teórico y práctico ; por lo tanto fue un actor muy importante en la vanguardia musical europea; con su experiencia de músico de profesión dio al movimiento una cierta credibilidad y la posibilidad de elaborar teorías musicales muy técnicas como la enarmonía. Su experiencia de músico tiene también permiso de teorizar un programa que otros como Russolo o Mix quisieran poner en acción.